# Division Élite 2021
La Division Élite 2021 è la 40ª edizione del campionato di football americano di primo livello, organizzato dalla FFFA.
Il 12 marzo il campionato è stato annullato.

## Squadre partecipanti
| Club                           | Città               | Stadio | Sponsor ufficiale | Risultato nella stagione 2020 |
| ------------------------------ | ------------------- | ------ | ----------------- | ----------------------------- |
| Argonautes d'Aix-en-Provence   | Aix-en-Provence     |        |                   |                               |
| Black Panthers de Thonon       | Thonon-les-Bains    |        |                   |                               |
| Blue Stars de Marseille        | Marsiglia           |        |                   |                               |
| Centaures de Grenoble          | Grenoble            |        |                   |                               |
| Corsaires d'Évry               | Évry                |        |                   |                               |
| Cougars de Saint-Ouen-l'Aumône | Saint-Ouen-l'Aumône |        |                   |                               |
| Flash de La Courneuve          | La Courneuve        |        |                   |                               |
| Grizzlys Catalans              | Perpignano          |        |                   |                               |
| Hurricanes de Montpellier      | Montpellier         |        |                   |                               |
| Molosses d'Asnières            | Asnières-sur-Seine  |        |                   |                               |
| Spartiates d'Amiens            | Amiens              |        |                   |                               |
| Vikings de Villeneuve-d'Ascq   | Villeneuve-d'Ascq   |        |                   |                               |

## Stagione regolare

### Calendario

#### 1ª giornata
Giornata interamente rinviata.
| 13 marzo 2021 | Flash de La Courneuve | – | Spartiates d'Amiens |  |

| 13 marzo 2021 | Vikings de Villeneuve-d'Ascq | – | Corsaires d'Évry |  |

| 13 marzo 2021 | Molosses d'Asnières | – | Cougars de Saint-Ouen-l'Aumône |  |

| 13 marzo 2021 | Blue Stars de Marseille | – | Hurricanes de Montpellier |  |

| 13 marzo 2021 | Grizzlys Catalans | – | Argonautes d'Aix-en-Provence |  |

| 13 marzo 2021 | Black Panthers de Thonon | – | Centaures de Grenoble |  |

#### 2ª giornata
| 20 marzo 2021 | Vikings de Villeneuve-d'Ascq | – | Flash de La Courneuve |  |

| 20 marzo 2021 | Spartiates d'Amiens | – | Cougars de Saint-Ouen-l'Aumône |  |

| 20 marzo 2021 | Corsaires d'Évry | – | Molosses d'Asnières |  |

| 20 marzo 2021 | Grizzlys Catalans | – | Blue Stars de Marseille |  |

| 20 marzo 2021 | Hurricanes de Montpellier | – | Centaures de Grenoble |  |

| 20 marzo 2021 | Argonautes d'Aix-en-Provence | – | Black Panthers de Thonon |  |

#### 3ª giornata
| 3 aprile 2021 | Spartiates d'Amiens | – | Vikings de Villeneuve-d'Ascq |  |

| 3 aprile 2021 | Flash de La Courneuve | – | Molosses d'Asnières |  |

| 3 aprile 2021 | Cougars de Saint-Ouen-l'Aumône | – | Corsaires d'Évry |  |

| 3 aprile 2021 | Hurricanes de Montpellier | – | Grizzlys Catalans |  |

| 3 aprile 2021 | Blue Stars de Marseille | – | Black Panthers de Thonon |  |

| 3 aprile 2021 | Centaures de Grenoble | – | Argonautes d'Aix-en-Provence |  |

#### 4ª giornata
| 17 aprile 2021 | Cougars de Saint-Ouen-l'Aumône | – | Flash de La Courneuve |  |

| 17 aprile 2021 | Corsaires d'Évry | – | Spartiates d'Amiens |  |

| 17 aprile 2021 | Vikings de Villeneuve-d'Ascq | – | Molosses d'Asnières |  |

| 17 aprile 2021 | Centaures de Grenoble | – | Blue Stars de Marseille |  |

| 17 aprile 2021 | Argonautes d'Aix-en-Provence | – | Hurricanes de Montpellier |  |

| 17 aprile 2021 | Grizzlys Catalans | – | Black Panthers de Thonon |  |

#### 5ª giornata
| 24 aprile 2021 | Spartiates d'Amiens | – | Flash de La Courneuve |  |

| 24 aprile 2021 | Cougars de Saint-Ouen-l'Aumône | – | Vikings de Villeneuve-d'Ascq |  |

| 24 aprile 2021 | Molosses d'Asnières | – | Corsaires d'Évry |  |

| 24 aprile 2021 | Hurricanes de Montpellier | – | Blue Stars de Marseille |  |

| 24 aprile 2021 | Centaures de Grenoble | – | Grizzlys Catalans |  |

#### Recuperi 1
| 1º maggio 2021 | Black Panthers de Thonon | – | Argonautes d'Aix-en-Provence |  |

#### 6ª giornata
| 8 maggio 2021 | Flash de La Courneuve | – | Vikings de Villeneuve-d'Ascq |  |

| 8 maggio 2021 | Molosses d'Asnières | – | Spartiates d'Amiens |  |

| 8 maggio 2021 | Corsaires d'Évry | – | Cougars de Saint-Ouen-l'Aumône |  |

| 8 maggio 2021 | Blue Stars de Marseille | – | Grizzlys Catalans |  |

| 8 maggio 2021 | Black Panthers de Thonon | – | Hurricanes de Montpellier |  |

| 8 maggio 2021 | Argonautes d'Aix-en-Provence | – | Centaures de Grenoble |  |

#### 7ª giornata
| 22 maggio 2021 | Vikings de Villeneuve-d'Ascq | – | Spartiates d'Amiens |  |

| 22 maggio 2021 | Corsaires d'Évry | – | Flash de La Courneuve |  |

| 22 maggio 2021 | Cougars de Saint-Ouen-l'Aumône | – | Molosses d'Asnières |  |

| 22 maggio 2021 | Grizzlys Catalans | – | Hurricanes de Montpellier |  |

| 22 maggio 2021 | Argonautes d'Aix-en-Provence | – | Blue Stars de Marseille |  |

| 22 maggio 2021 | Centaures de Grenoble | – | Black Panthers de Thonon |  |

### Classifiche
Le classifiche della regular season sono le seguenti:
- PCT = percentuale di vittorie, G = partite giocate, V = partite vinte,  P = partite perse, PF = punti fatti, PS = punti subiti

#### Conference Nord
| Pos. | Squadra                        | PCT  | G | V | N | P | PF | PS |
| ---- | ------------------------------ | ---- | - | - | - | - | -- | -- |
| 1    | Corsaires d'Évry               | .000 | 0 | 0 | 0 | 0 | 0  | 0  |
| 2    | Cougars de Saint-Ouen-l'Aumône | .000 | 0 | 0 | 0 | 0 | 0  | 0  |
| 3    | Flash de La Courneuve          | .000 | 0 | 0 | 0 | 0 | 0  | 0  |
| 4    | Molosses d'Asnières            | .000 | 0 | 0 | 0 | 0 | 0  | 0  |
| 5    | Spartiates d'Amiens            | .000 | 0 | 0 | 0 | 0 | 0  | 0  |
| 6    | Vikings de Villeneuve-d'Ascq   | .000 | 0 | 0 | 0 | 0 | 0  | 0  |

#### Conference Sud
| Pos. | Squadra                      | PCT  | G | V | N | P | PF | PS |
| ---- | ---------------------------- | ---- | - | - | - | - | -- | -- |
| 1    | Argonautes d'Aix-en-Provence | .000 | 0 | 0 | 0 | 0 | 0  | 0  |
| 2    | Black Panthers de Thonon     | .000 | 0 | 0 | 0 | 0 | 0  | 0  |
| 3    | Blue Stars de Marseille      | .000 | 0 | 0 | 0 | 0 | 0  | 0  |
| 4    | Centaures de Grenoble        | .000 | 0 | 0 | 0 | 0 | 0  | 0  |
| 5    | Grizzlys Catalans            | .000 | 0 | 0 | 0 | 0 | 0  | 0  |
| 6    | Hurricanes de Montpellier    | .000 | 0 | 0 | 0 | 0 | 0  | 0  |

## Playoff

### Tabellone
|  | Wild Card | Wild Card | Wild Card |     |  | Semifinali | Semifinali | Semifinali |  |  | XXVII Casque de Diamant | XXVII Casque de Diamant | XXVII Casque de Diamant |  |
|  |           |           |           |     |  |            |            |            |  |  |                         |                         |                         |  |
|  |           |           |           |     |  | 1N         | TBD        |            |  |  |                         |                         |                         |  |
|  |           |           |           |     |  | 1N         | TBD        |            |  |  |                         |                         |                         |  |
|  |           |           |           | TBD |  |            |            |            |  |  |                         |                         |                         |  |
|  | 2S        | TBD       |           |     |  |            |            |            |  |  |                         |                         |                         |  |
|  | 2S        | TBD       |           |     |  |            |            |            |  |  |                         |                         |                         |  |
|  | 3N        | TBD       |           |     |  |            |            |            |  |  |                         |                         |                         |  |
|  | 3N        | TBD       | TBD       |     |  |            |            |            |  |  |                         |                         |                         |  |
|  |           |           |           |     |  |            |            |            |  |  |                         |                         |                         |  |
|  |           |           | TBD       |     |  |            |            |            |  |  |                         |                         |                         |  |
|  |           |           |           |     |  |            |            |            |  |  |                         |                         |                         |  |
|  |           |           |           |     |  |            |            |            |  |  |                         |                         |                         |  |
|  |           |           |           |     |  |            |            |            |  |  |                         |                         |                         |  |
|  |           | 1S        | TBD       |     |  |            |            |            |  |  |                         |                         |                         |  |
|  |           |           |           |     |  |            |            |            |  |  |                         |                         |                         |  |
|  |           |           |           | TBD |  |            |            |            |  |  |                         |                         |                         |  |
|  | 2N        | TBD       |           |     |  |            |            |            |  |  |                         |                         |                         |  |
|  | 2N        | TBD       |           |     |  |            |            |            |  |  |                         |                         |                         |  |
|  | 3S        | TBD       |           |     |  |            |            |            |  |  |                         |                         |                         |  |

### Wild Card
| 12-13 giugno 2021 | TBD | – | TBD |  |

| 12-13 giugno 2021 | TBD | – | TBD |  |

### Semifinali
| 19-20 giugno 2021 | TBD | – | TBD |  |

| 19-20 giugno 2021 | TBD | – | TBD |  |

### XXVII Casque de Diamant
| 3 luglio 2021 | TBD | – | TBD |  |